# Amblyiulus discolor
Amblyiulus discolor är en mångfotingart som beskrevs av Hans Lohmander. Amblyiulus discolor ingår i släktet Amblyiulus och familjen kejsardubbelfotingar. Inga underarter finns listade i Catalogue of Life.